# Cycles et Automobiles C. Lefebvre et Cie
Die SA des Cycles et Automobiles C. Lefebvre et Cie war ein belgischer Hersteller von Fahrzeugen. Der Markenname lautete Lefebvre.

## Unternehmensgeschichte
Constant Lefebvre stellte ab 1875 in Ciney Fahrräder her. Gegen Ende des 19. Jahrhunderts erfolgte die Umwandlung in eine Aktiengesellschaft. 1900 entstanden auch Automobile. Außerdem wurden Motorräder gefertigt.
Es ist unklar, wann die Fahrradproduktion endete.

## Kraftfahrzeuge
Die Personenkraftwagen waren Kleinwagen.
Die Motorräder waren mit drei verschiedenen Motoren erhältlich. Der schwächste leistete 2,5 PS. Die anderen hatten 3 und 3,5 PS Leistung.